# Södra Örttjärnen
Södra Örttjärnen är en sjö i Munkfors kommun i Värmland och ingår i Göta älvs huvudavrinningsområde. Sjön har en area på 0,0576 kvadratkilometer och ligger 154,1 meter över havet.

## Delavrinningsområde
Södra Örttjärnen ingår i det delavrinningsområde (663621-137251) som SMHI kallar för Ovan VDRID = Kvarnbäcken i Göta älvs vattendragsy*. Medelhöjden är 158 meter över havet och ytan är 24,15 kvadratkilometer. Räknas de 428 avrinningsområdena uppströms in blir den ackumulerade arean 10 785,56 kvadratkilometer. Avrinningsområdets utflöde Göta älv (Röa) mynnar i havet. Avrinningsområdet består mestadels av skog (65 procent). Avrinningsområdet har 0,8 kvadratkilometer vattenytor vilket ger det en sjöprocent på 3,3 procent. Bebyggelsen i området täcker en yta av 4,46 kvadratkilometer eller 18 procent av avrinningsområdet.